# Bronislava Lotrič - Pentek
Bronislava Lotrič-Pentek (tudi Slava Pentek), slovenska zdravnica, ginekologinja in porodničarka, * 2. september 1921, Dražgoše, † 2006, Dražgoše.

## Šolanje
Diplomirala je leta 1951 na Medicinski fakulteti v Ljubljani. Leta 1957 je opravila specialistični izpit in leta 1974 doktorirala. Od leta 1959 je delala na MF v Ljubljani, od 1989 kot redna profesorica. V letih 1953-1991 je delala na Univerzitetni ginekološki kliniki v Ljubljani in se posvečala predvsem perinatologiji. Za medicinske sestre je napisala skripta s področja ginekologije in porodništva, sodelovala pa tudi pri učbeniku za študente medicine. Objavila je 55 strokovnih člankov, za zdravstveno ozaveščanje žensk pa več kot 200 poljudnoznanstvenih prispevkov in 2 knjigi (Zdravniški nasveti, 1975; Nosečnost in novorojenček, 1985, z drugimi).